# Andorski nogometni kup 2009.
Copa Constitució 2009. je 17. izdanje nogometnog kupa Andore. Natjecanje je počelo 17. siječnja 2009., a završilo 24. svibnja 2009. Branitelj naslova je momčad UE Sant Julià.
Pobjednik kupa osigurava mjesto u drugom pretkolu Europske lige 2009./10.

## Rezulati

### Prvo kolo
| Domaćin                 | Rezultat | Gost                      |
| ----------------------- | -------- | ------------------------- |
| UE Extremenya           | 5-1      | Principat B               |
| Atlètic Club d'Escaldes | 2-3      | Casa Estrella del Benfica |
| Lusitanos B             | 7-1      | CE Jenlai                 |

### Drugo kolo
| Domaćin                   | Rezultat | Gost                  |
| ------------------------- | -------- | --------------------- |
| UE Extremenya             | 3-2      | FC Rànger's           |
| Casa Estrella del Benfica | 0-4      | Inter Club d'Escaldes |
| Lusitanos B               | 1-3      | CE Principat          |
| FC Encamp                 | 4-2      | UE Engordany          |

### Četvrtfinale
| Domaćin               | Uk. rez. | Gost            | 1. ut | 2. ut      |
| --------------------- | -------- | --------------- | ----- | ---------- |
| UE Extremenya         | 1:8      | UE Santa Coloma | 0:4   | 1:4        |
| Inter Club d'Escaldes | 0:5      | FC Santa Coloma | 0:2   | 0:3        |
| CE Principat          | 3:2      | UE Sant Julià   | 1:1   | 2:1 (aet.) |
| FC Encamp             | 2:11     | Lusitanos       | 0:3   | 2:8        |

### Polufinale
| Domaćin         | Uk. rez. | Gost            | 1. ut | 2. ut |
| --------------- | -------- | --------------- | ----- | ----- |
| UE Santa Coloma | 1:7      | FC Santa Coloma | 1:5   | 0:2   |
| CE Principat    | 0:5      | Lusitanos       | 3:3   | 1:4   |

### Finale
| 23. svibnja 2009. 17:00                                            |           |                    |                                     |
| FC Santa Coloma                                                    | 6 – 1     | Lusitanos          | Estadi Comunal d'Aixovall, Aixovall |
| Juli Sánchez (12', 36') Beto (30', 57') Maicon (55') Rodrigo (93') | Izvještaj | Pedro Franco (72') | Estadi Comunal d'Aixovall, Aixovall |

## Vanjske poveznice
- Copa Constitució on rsssf.com